# Нейтрофилия
Нейтрофилез (или нейтрофилов лейкоцитоз) представляет собой патологическое состояние, при котором у человека наблюдается высокое содержание нейтрофильных гранулоцитов в крови.

## Причины
Данное патологическое состояние может возникать при острых инфекционных заболеваниях, гнойных воспалительных процессах, инфаркте миокарда, укусах ядовитых насекомых, после острой кровопотери, а также при алиментарном и эмоциональном физиологических лейкоцитозах. Важное практическое значение имеет определение степени ядерного сдвига в лейкоцитарной формуле.
По данному критерию выделяют шесть видов нейтрофильного лейкоцитоза:
1. без ядерного сдвига — увеличение количества зрелых сегментоядерных нейтрофилов на фоне общего лейкоцитоза;
2. с гипорегенеративным ядерным сдвигом влево — увеличение содержания палочкоядерных форм нейтрофилов (свыше 5 %) на фоне нейтрофилии; характерен для легкого течения ряда инфекций и воспалений;
3. с регенеративным ядерным сдвигом влево — на фоне нейтрофилии и увеличенного содержания палочкоядерных форм обнаруживаются метамиелоциты; общее количество лейкоцитов, как правило, увеличено; характерен для гнойно-септических процессов;
4. с гиперрегенеративным ядерным сдвигом влево — характеризуется появлением в гемограмме ещё более молодых форм лейкоцитов (миелоциты и даже отдельные промиелоциты и миелобласты), при этом эозинофилы часто вообще отсутствуют (анэозинофилия). Подобная картина является тревожным показателем, указывающим на неблагоприятное течение инфекционных и гнойно-септических заболеваний;
5. с дегенеративным ядерным сдвигом влево — повышение содержания палочкоядерных нейтрофилов сопровождается появлением значительного числа деструктивно измененных сегментоядерных форм (пикноз ядер, токсогенная зернистость и вакуолизация[2] цитоплазмы и т. д.). Дегенеративный ядерный сдвиг влево является показателем угнетения функциональной активности костного мозга и может иметь место при тяжелом течении инфекционных заболеваний, при эндогенной интоксикации и т. д.;
6. с дегенеративным ядерным сдвигом вправо — характеризуется появлением в гемограмме гиперсегментированных (свыше 5 сегментов) нейтрофилов; отмечается при лучевой болезни, злокачественной анемии Аддисона-Бирмера, но в ряде случаев может обнаруживаться и у практически здоровых людей.

## Примечание
1. ↑  нейтрофилез // Большой медицинский словарь. — 2000.
2. ↑  Вакуолизация // Большая советская энциклопедия : в 66 т. (65 т. и 1 доп.) / гл. ред. О. Ю. Шмидт. — М. : Советская энциклопедия, 1926—1947.